# عبد العزيز المغير
عبد العزيز المغير مواليد 10 فبراير 1997 في القصيم، السعودية، هو لاعب كرة قدم سعودي.

## مسيرة اللاعب
لعب سابقاً لنادي التعاون ونادي الصقر ونادي النجمة ونادي القوارة ونادي الهلالية ونادي الأسياح.